# Aneflus paracalvatus
Aneflus paracalvatus là một loài bọ cánh cứng trong họ Cerambycidae.